# سابا ناغي
سابا ناغي هو مهندس معماري وسياسي مجري، ولد في 1970 في بيتش في المجر. نشط حزبياً في فيدس – الاتحاد المدني المجري. وقد انتخب عضو الجمعية الوطنية المجرية ‏.